# Lepanto (poema)

Batalla de Lepanto

Lepanto es un poema de GK Chesterton que celebra la victoria de la Liga Santa en la batalla de Lepanto, ocurrida el 7 de octubre de 1571. Está escrito en estrofas irregulares de pareados tetramétricos aproximadamente paeónicos, que a menudo terminan en una cuarteta de cuatro versos dimétricos. El poema cuenta la derrota de la flota otomana de Ali Pasha por el cruzado cristiano Don Juan de Austria. El poema fue escrito en 1911 y publicado en la colección Poemas de Chesterton de 1915.
Los versos del poema ayudaron a inspirar a soldados como John Buchan durante la Primera Guerra Mundial.

## Contexto
«Lepanto» se publicó en 1915, y está en línea con otras obras del autor de las primeras décadas del siglo, ya que representa un rechazo enérgico del fatalismo decadente de fin de siècle, que fue la filosofía dominante en su juventud. Como en «La Balada del Caballo Blanco» del autor, las fuerzas no cristianas se hacen representativas de la filosofía determinista o fatalista que (en opinión de Chesterton) negaba el valor de la lucha humana y el libre albedrío, y que él identificó en varias ocasiones como pagano o germánico (como en «La Balada del Caballo Blanco») o mahometano o calvinista (como en este poema). En «Lepanto», es irónicamente el mismo Mahound, no Don Juan o Cervantes, quien hace la evaluación más clara de la motivación y los valores de su enemigo cristiano: "Es el que no dice 'Kismet'; es el que no conoce el Destino".
En la Primera Guerra Mundial, el Imperio Otomano se había convertido en un aliado del enemigo prusiano a quien Chesterton veía como el epítome perfecto del paganismo, germanismo, imperialismo y materialismo determinista. En este contexto, la victoria de la Europa cristiana sobre su enemigo turco, descrita por Chesterton en términos vívidamente manchados de sangre, se volvió fácilmente aceptable para quienes simpatizaban con la causa británica como una simple alegoría de lo bueno y lo malo: las naciones aliadas, que representan la moralidad tradicional de la cristiandad, triunfando sobre el mal, las potencias centrales, representando el rechazo de esa moralidad en nombre de los "-ismos" antes mencionados. En el mismo contexto, la figura de Don Juan de Austria, "diminuto y sin miedo", fue tomada como la representación de la propia Inglaterra, una pequeña nación que se oponía a lo que entonces parecía para muchos ingleses (y otros) una vasta hegemonía de estados poderosos y poco cristianos.